# Tervola
Tervola là một đô thị của Phần Lan.
Tervola nằm ở tỉnh Lapland, Phần Lan. Dân số là 3.729 người (năm 2003) và diện tích là 1.595,02 km² trong đó có 31,36 km² diện tích mặt nước. Mật độ dân số là 2,4 người/1 km².
Đây là đô thị chỉ dùng một thứ tiếng Phần Lan.